# 道格拉斯縣 (喬治亞州)
道格拉斯縣（英語：Douglas County）是美國喬治亞州西北部的一個縣。面積519平方公里。根據美國2000年人口普查，共有人口92,174，2005年估計人口112,760。縣治道格拉斯維爾（Douglasville）。
成立於1870年10月17日，以紀念第十六任總統阿伯拉罕·林肯在1860年的競選對手之一、民主黨的史提芬·阿諾德·道格拉斯。